# Пеласг (царь Аркадии)
Пеласг (др.-греч. Πελασγός) — персонаж древнегреческой мифологии. По Гесиоду, автохтон, родился в Аркадии. Согласно Асию, сын Геи.
Согласно Акусилаю, сын Зевса и Ниобы (в этой версии родословная связана с царями Арголиды). От него жители Пелопоннеса названы пеласгами. Жена Мелибея (или Киллена), сын Ликаон.
По сказаниям аркадян, первый человек, который жил в этой земле. Стал царём, придумал строить хижины, изобрёл хитоны из шкур овец, научил питаться желудями. Страна называлась Пеласгия. По вычислениям генеалогов, жил на 9 поколений позже Инаха.